# فردریش بنفر
فردریش بنفر (آلمانی: Friedrich Benfer؛ ۲۸ اوت ۱۹۰۵ – ۳۰ ژانویهٔ ۱۹۹۶) یک هنرپیشه اهل آلمان بود.
از فیلم‌ها یا برنامه‌های تلویزیونی که وی در آن نقش داشته‌است می‌توان به قلب ملکه اشاره کرد.